# NGC 5726
NGC 5726 (również PGC 52563) – galaktyka eliptyczna (E-S0), znajdująca się w gwiazdozbiorze Wagi. Odkrył ją w 1886 roku Ormond Stone.